# Ypthima macrocellata
Ypthima macrocellata är en fjärilsart som beskrevs av Embrik Strand 1913. Ypthima macrocellata ingår i släktet Ypthima och familjen praktfjärilar. Inga underarter finns listade i Catalogue of Life.